# طهماسب عليا (مقاطعة تشرداول)
طهماسب عليا (بالفارسية: طهماسب علیا) هي قرية تقع في قسم آسمان‌آباد الريفي (مقاطعة تشرداول) في إيران. يقدر عدد سكانها بـ 155 نسمة بحسب إحصاء 2016.